# Jean-Baptiste du Casse
Jean-Baptiste du Casse (Saubusse, 2 agosto 1646 – Bourbon-l'Archambault, 25 giugno 1715) è stato un pirata, ammiraglio ed amministratore coloniale francese.

## Biografia
Probabilmente nato il 2 di agosto del 1646, a Saubusse, vicino a Pau, da una famiglia ugonotta, du Casse si unì alla marina mercantile francese e servì nella Compagnia delle Indie Orientali e nella Compagnie du Sénégal, che si occupava della tratta degli schiavi.
Più tardi, si unì alla marina francese e partecipò a diverse spedizioni vittoriose durante la Guerra della Lega di Augusta nelle Indie Occidentali e nel Sud America spagnolo. Durante la guerra di successione spagnola, partecipò a diverse battaglie navali chiave, tra cui la Battaglia di Malaga e l'assedio di Barcellona.
Per il suo servizio, fu nominato cavaliere dell'Ordine del Toson d'oro dal re Filippo V di Spagna. In mezzo a queste guerre, fu Governatore della colonia di Saint-Domingue 1691-1703. Concluse la sua carriera militare con il grado di tenente generale delle forze navali (il più alto grado militare navale all'epoca in Francia, equivalente di un moderno vice-ammiraglio) e Commendatore del Reale e Militare Ordine di San Luigi.
Morì il 25 giugno, 1715 a Bourbon-l'Archambault, in Alvernia.